# Trevor Watts
Pour les articles homonymes, voir Watts (nom de famille).
Trevor Watts, né à York le 26 février 1939, est un saxophoniste de jazz britannique.

## Biographie
Trevor Watts commence à apprendre le cornet à 12 ans puis passe au saxophone à 18 ans. Alors qu'il officie en Allemagne avec la Royal Air Force (1958-1963), il rencontre le batteur John Stevens et le tromboniste Paul Rutherford. Démobilisé, il retourne à Londres. En 1965, il forme avec Stevens le Spontaneous Music Ensemble, qui devient l'un des creusets de l'improvisation britannique. Watts quitte le groupe pour former son propre groupe Amalgam en 1967, puis revient pour une période qui a duré jusqu'au milieu des années 1970. Il travaille aussi avec le bassiste Barry Guy et son London Jazz Composers' Orchestra des années 1970 jusqu'à la dissolution du groupe au milieu des années 1990.
Bien qu'il ait été initialement fortement identifié à l'avant-garde, Watts est un musicien polyvalent qui travaille dans tous les domaines, du jazz pur au rock et au blues. Ses propres projets s'orientent de plus en plus vers le métissage du jazz et des musiques africaines, notamment l'ensemble Moiré Music qu'il dirige depuis 1982 dans des configurations allant de grands ensembles à plusieurs batteurs à des trios plus intimistes. Il n'a enregistré qu'occasionnellement sur des modes plus libres ces dernières années, notamment le CD 6 Dialogues, un album en duo avec Veryan Weston (en) (le pianiste des éditions précédentes de Moiré Music). Un album solo, World Sonic, est paru sur Hi4Head Records en 2005.
Watts a fait de nombreuses tournées mondiales, organisé des ateliers, reçu des subventions et des commandes, et il a collaboré avec des musiciens de jazz comme Archie Shepp, Steve Lacy, Don Cherry, Jayne Cortez et Liane Carroll. Depuis 2011, il continue de voyager et de tourner en Amérique du Nord avec Veryan Weston.

## Discographie
Avec Amalgam
- 1969 : Prayer for Peace, Transatlantic Records
- 1974 : Innovation, Tangent
- 1976 : Another Time, Vinyle
- 1977 : Deep, Vinyle
- 1977 : Samanna, Vinyle
- 1979 : Over the Rainbow, ARC
- 2004 : Semanna, FMR

Avec Spontaneous Music Ensemble
- 1971 : So, What Do You Think?, Tangent
- 1971 : 1.2. Albert Ayler, Affinity
- 1974 : Quintessence, Emanem

Avec John Stevens
- 1977 : No Fear, Spotlite

Solo
- 1978 : Cynosure, Ogun
- 2005 : Rest of the Spotlight Sessions, Hi4Head
- 2005 : World Sonic, Hi5Head
- 2008 : The Original Trevor Watts Drum Orchestra, Drum Energy!, High Note

Avec Katrina Krimsky
- 1981 : Stella Malu, ECM

Avec Moiré Music
- 1985 : Trevor Watts' Moiré Music, ARC
- 1987 : Saalfelden Encore, sextet, Cadillac
- 1988 : With One Voice, FMR
- 1990 : Live In Latin America Vol.1, ARC
- 1994 : A Wider Embrace, ECM
- 1995 : Moiré Music Trio, Intakt Records
- 2000 : Live at the Athens Concert Hall, ARC

Avec The London Jazz Composers' Orchestra
- 1972 : Ode, Incus
- 1989 : Harmos, Intakt
- 1989 : Double Trouble, Intakt
- 1991 : Theoria, Intakt

Autres
- 2001 : Trevor Watts and The Celebration Band, ARC
- 2002 : Trevor Watts & Veryan Weston, 6 Dialogues, Emanem
- 2008 : Trevor Watts & Peter Knight, Reunion Live in London, Hi4Head

Avec Jamie Harris
- 2006 : Live in Sao Paulo, Brasil, Hi4Head
- 2007 : Ancestry, Entropy Stereo